# Linker Fernerkogel

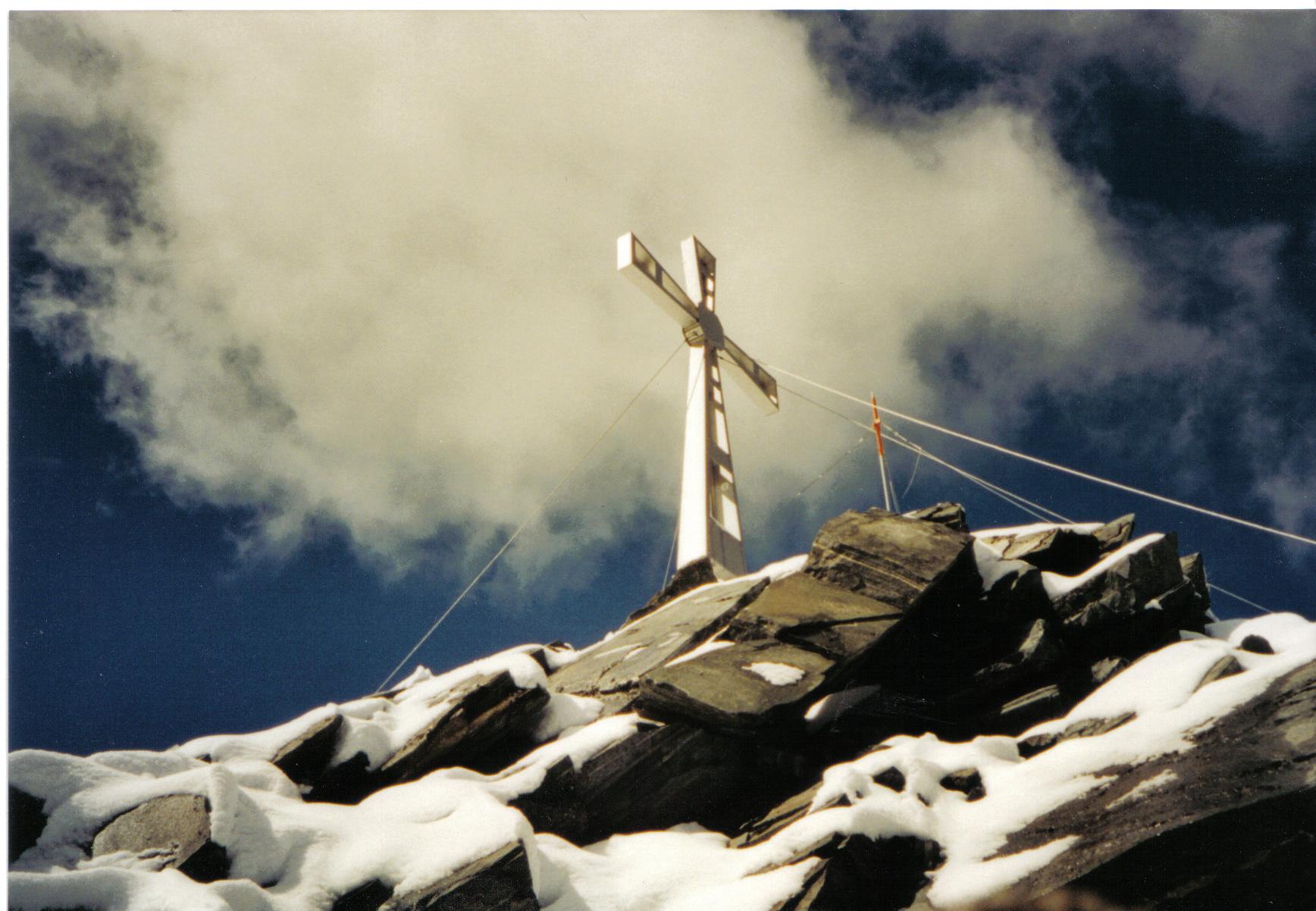
Het gipfelkreuz op de top van de Linke Fernerkogel

De Linker Fernerkogel is een 3277 meter hoge berg in de Weißkam in de Ötztaler Alpen in het Oostenrijkse Tirol.
De berg ligt aan het einde van het Pitztal en ligt samen met de Rechter Fernerkogel (3300 meter) aan de Mittelbergferner, die precies tussen de bergtoppen in ligt. De Linker Fernerkogel wordt in het oosten nog geflankeerd door de Hangende Ferner. In het noorden, zuiden en westen heeft de berg steile rotswanden. Ten noorden van de top ligt de Karlesferner, die wordt gevoed vanuit de Hangende Ferner.
Een beklimming van de berg begint meestal bij de Braunschweiger Hütte en loopt vervolgens over het midden van de Hangende Ferner. Voor een snelle, steile en directe klim naar de top is ervaring met gletsjerwandelen noodzakelijk. De totale klim vanaf de hut is in ongeveer twee uur te voltooien.